# 保田春雄
保田 春雄（やすだ はるお、1911年 - 1974年）は、奇術師、腹話術師。

## 来歴・人物
木村マリニー門下。アダチ龍光の弟弟子にあたる。
戦前から活躍、一時長沖一、吉田留三郎、橋本鐵彦らとともに吉本興業の文藝部に在籍。奇術師ではドラゴン魔術団と称して大掛かりな奇術を得意とした。また腹話術も披露していた。
弟子にジョージ多田、木村フクジ（音楽ショウの木村フクジとシャネルカンカンズ）、森幸光らがいた。